# Swedish Match
Swedish Match AB er en svensk industrikoncern, der fremstiller tobaksprodukter (hovedsageligt snus og cigarer), tændstikker og engangslightere. Koncernen omsatte i 2008 for 13,162 mia. svenske kroner og beskæftigede 11.866 ansatte. 
Swedish Match udspringer af Svenska Tändsticks Aktiebolaget, der blev dannet i 1917 af Ivar Kreuger og Svenska Tobaksmonopolet, der blev grundlagt i 1915. Gennem ekspansioner i Sverige og en fusion med det britiske Bryant and May i 1926, blev virksomheden verdens største producent af tændstikker. Det nuværende navn fik virksomheden i 1980. Siden 1996 har virksomheden været noteret på Stockholmsbörsen. Omkring 80% af aktierne ejes af udenlandske investorer. 
Selskabets produkter markedsføres primært i Norden samt USA og Sydafrika.
Philip Morris gav i maj 2022 et købstilbud på 161,2 milliarder svenske kroner for Swedish Match, svarende til lidt over 115 milliarder danske kroner. Et køb vil kunne styrke Philip Morris' position inden for røgfrie tobaksprodukter som er et af Swedish Matchs fokusområder.